# 東経28度線
東経28度線（とうけい28どせん）は、本初子午線面から東へ28度の角度を成す経線である。北極点から北極海、ヨーロッパ、地中海、アフリカ、インド洋、南極海、南極大陸を通過して南極点までを結ぶ。
東経28度線は、西経152度線と共に大円を形成する。

## 通過する地域一覧
東経28度線は、北極点から南極点まで南に向かって以下の場所を通っている。
| 地理座標                                             | 国土・領土・領海 | 備考                                                                           |
| ---------------------------------------------------- | ---------------- | ------------------------------------------------------------------------------ |
| 北緯90度0分 東経28度0分 / 北緯90.000度 東経28.000度  | 北極海           |                                                                                |
| 北緯80度12分 東経28度0分 / 北緯80.200度 東経28.000度 | ノルウェー       | Storøya島（スヴァールバル諸島）                                                |
| 北緯80度3分 東経28度0分 / 北緯80.050度 東経28.000度  | バレンツ海       |                                                                                |
| 北緯78度52分 東経28度0分 / 北緯78.867度 東経28.000度 | ノルウェー       | Kongsøya島（スヴァールバル諸島）                                               |
| 北緯78度50分 東経28度0分 / 北緯78.833度 東経28.000度 | バレンツ海       |                                                                                |
| 北緯71度4分 東経28度0分 / 北緯71.067度 東経28.000度  | ノルウェー       |                                                                                |
| 北緯70度1分 東経28度0分 / 北緯70.017度 東経28.000度  | フィンランド     |                                                                                |
| 北緯60度40分 東経28度0分 / 北緯60.667度 東経28.000度 | ロシア           |                                                                                |
| 北緯60度30分 東経28度0分 / 北緯60.500度 東経28.000度 | バルト海         | フィンランド湾                                                                 |
| 北緯59度26分 東経28度0分 / 北緯59.433度 東経28.000度 | エストニア       |                                                                                |
| 北緯59度17分 東経28度0分 / 北緯59.283度 東経28.000度 | ロシア           | ペイプシ湖を通過                                                               |
| 北緯56度40分 東経28度0分 / 北緯56.667度 東経28.000度 | ラトビア         |                                                                                |
| 北緯56度7分 東経28度0分 / 北緯56.117度 東経28.000度  | ベラルーシ       |                                                                                |
| 北緯51度34分 東経28度0分 / 北緯51.567度 東経28.000度 | ウクライナ       |                                                                                |
| 北緯48度19分 東経28度0分 / 北緯48.317度 東経28.000度 | モルドバ         |                                                                                |
| 北緯47度2分 東経28度0分 / 北緯47.033度 東経28.000度  | ルーマニア       |                                                                                |
| 北緯43度51分 東経28度0分 / 北緯43.850度 東経28.000度 | ブルガリア       |                                                                                |
| 北緯41度13分 東経28度0分 / 北緯41.217度 東経28.000度 | 黒海             |                                                                                |
| 北緯42度3分 東経28度0分 / 北緯42.050度 東経28.000度  | ブルガリア       | 約8km                                                                          |
| 北緯41度59分 東経28度0分 / 北緯41.983度 東経28.000度 | トルコ           | トラキア - 109km                                                               |
| 北緯41度1分 東経28度0分 / 北緯41.017度 東経28.000度  | マルマラ海       | 61km                                                                           |
| 北緯40度30分 東経28度0分 / 北緯40.500度 東経28.000度 | トルコ           | アナトリア - 385km                                                             |
| 北緯37度2分 東経28度0分 / 北緯37.033度 東経28.000度  | 地中海           | エーゲ海 - 18km                                                                |
| 北緯36度48分 東経28度0分 / 北緯36.800度 東経28.000度 | トルコ           | ダッチャ半島（英語版） - 10km                                                  |
| 北緯36度34分 東経28度0分 / 北緯36.567度 東経28.000度 | 地中海           | エーゲ海 - 43km                                                                |
| 北緯36度22分 東経28度0分 / 北緯36.367度 東経28.000度 | ギリシャ         | ロドス島                                                                       |
| 北緯36度3分 東経28度0分 / 北緯36.050度 東経28.000度  | 地中海           |                                                                                |
| 北緯31度5分 東経28度0分 / 北緯31.083度 東経28.000度  | エジプト         |                                                                                |
| 北緯22度0分 東経28度0分 / 北緯22.000度 東経28.000度  | スーダン         |                                                                                |
| 北緯10度10分 東経28度0分 / 北緯10.167度 東経28.000度 | アビエイ         | スーダンが実効支配し、 南スーダンも領有権を主張している                        |
| 北緯9度25分 東経28度0分 / 北緯9.417度 東経28.000度   | 南スーダン       |                                                                                |
| 北緯4度33分 東経28度0分 / 北緯4.550度 東経28.000度   | コンゴ民主共和国 |                                                                                |
| 南緯12度20分 東経28度0分 / 南緯12.333度 東経28.000度 | ザンビア         | カリバ湖の中にジンバブエとの国境がある                                         |
| 南緯16度53分 東経28度0分 / 南緯16.883度 東経28.000度 | ジンバブエ       |                                                                                |
| 南緯21度33分 東経28度0分 / 南緯21.550度 東経28.000度 | ボツワナ         |                                                                                |
| 南緯22度56分 東経28度0分 / 南緯22.933度 東経28.000度 | 南アフリカ共和国 | リンポポ州 北西州 ハウテン州 - ヨハネスブルク中心部の西を通過 フリーステイト州 |
| 南緯28度52分 東経28度0分 / 南緯28.867度 東経28.000度 | レソト           |                                                                                |
| 南緯30度39分 東経28度0分 / 南緯30.650度 東経28.000度 | 南アフリカ共和国 | 東ケープ州                                                                     |
| 南緯32度57分 東経28度0分 / 南緯32.950度 東経28.000度 | インド洋         |                                                                                |
| 南緯60度0分 東経28度0分 / 南緯60.000度 東経28.000度  | 南極海           |                                                                                |
| 南緯69度52分 東経28度0分 / 南緯69.867度 東経28.000度 | 南極大陸         | ドローニング・モード・ランド（ ノルウェーが領有権を主張）                      |